# 基德森島
基德森島（英語：Kidson Island）是南極洲的島嶼，位於麥克羅伯特森地，處於伯德角東北面28公里，長1公里，在1931年2月由探險隊發現和命名，現時由南極條約體系管理。